# Edu (ur. 1947)
Edu, właśc. Eduardo Antunes Coimbra lub Eduardo Coimbra (ur. 5 lutego 1947 w Rio de Janeiro) – brazylijski piłkarz i trener, występujący podczas kariery na pozycji ofensywnego pomocnika. Starszy brat Zico.

## Kariera klubowa
Karierę piłkarską Edu rozpoczął w klubie Américe Rio de Janeiro w 1966 roku. W lidze brazylijskiej zadebiutował 8 sierpnia 1971 w zremisowanym 0-0 meczu z Botafogo FR. W Américe Edu rozegrał 402 mecze, w których strzelił 212 bramek. W 1975 występował w CR Vasco da Gama i EC Bahia. Z Bahią zdobył mistrzostwo stanu Bahia – Campeonato Baiano w 1975 roku. W latach 1975–1976 był zawodnikiem CR Flamengo, gdzie występował ze swoim słynnym bratem - Zico.
W kolejnych latach Edu występował w Joinville EC, Colorado Kurytyba i Brasílii FC. W Brasílii 28 października 1979 w przegranym 1-4 derbowym meczu z Gamą Edu po raz ostatni wystąpił w lidze. Ogółem w latach 1971–1979 wystąpił w lidze w 86 meczach, w których strzelił 12 bramek. Karierę piłkarską Geraldo zakończył w 1981 roku w Campo Grande Rio de Janeiro.

## Kariera reprezentacyjna
W reprezentacji Brazylii zadebiutował 25 czerwca 1967 w zremisowanym 0-0 meczu z reprezentacją Urugwaju w Copa Rio Branco 1967. Drugi i ostatni raz w reprezentacji wystąpił trzy dni później w meczu z tym samym rywalem. Dzięki remisowi 2-2 Brazylia zdobył Copa Rio Branco.
| Mecze i gole w reprezentacji | Mecze i gole w reprezentacji | Mecze i gole w reprezentacji | Mecze i gole w reprezentacji | Mecze i gole w reprezentacji | Mecze i gole w reprezentacji | Mecze i gole w reprezentacji |
| #                            | Data                         | Miasto                       | Przeciwnik                   | Gol                          | Wynik                        | Rozgrywki                    |
| ---------------------------- | ---------------------------- | ---------------------------- | ---------------------------- | ---------------------------- | ---------------------------- | ---------------------------- |
| 1.                           | 25.06.1967                   | Montevideo                   | Urugwaj                      |                              | 0:0                          | Copa Rio Branco 1967         |
| 2.                           | 28.06.1967                   | Montevideo                   | Urugwaj                      |                              | 2:2                          | Copa Rio Branco 1967         |

## Kariera trenerska
Zaraz po zakończeniu kariery piłkarskiej Edu został trenerem. W latach 1982–1983 prowadził swój były klub Amérikę Rio de Janeiro. W Américe 23 stycznia 1983 w wygranym 2-1 wyjazdowym meczu Clube Atlético Mineiro Edu zadebiutował w I lidze brazylijskiej. W 1984 Edu był selekcjonerem reprezentacji Brazylii. Prowadził ją tylko w trzech towarzyskich meczach z Anglią (0-2), Argentyną (0-0) oraz Urugwajem (1-0). W latach 1984–1985 był trenerem CR Vasco da Gama. W 1986 prowadził reprezentację Iraku.
W 1987 trenował Joinville EC, z którym zdobył mistrzostwo stanu Santa Catarina – Campeonato Catarinense. W 1989 zdobył z Coritibą mistrzostwo stanu Parana – Campeonato Paranaense. W 1990 zdobył z Botafogo mistrzostwo stanu Rio de Janeiro – Campeonato Carioca. W pierwszej połowie lat 90. Edu trenował m.in. Remo Belém, Fluminense FC, meksykański Veracruz czy japońską Kashimę Antlers. Od 2002 pełni rolę asystenta swojego brata - Zico w prowadzonych przez niego zespołach.